# Намибия на летних Олимпийских играх 2008
Намибия принимала участие в Летних Олимпийских играх 2008 года в Пекине (Китай) в пятый раз за свою историю, но не завоевала ни одной медали.